# Il viale al Jas de Bouffan
Il viale al Jas de Bouffan è un dipinto di Paul Cézanne. Eseguito probabilmente tra il 1868 e il 1870, è conservato nella National Gallery di Londra.

## Descrizione
Si tratta di uno scorcio del viale di castagni del giardino della casa paterna ad Aix-en-Provence, fra i soggetti prediletti di Cézanne. L'alternarsi dei verdi chiari e scuri rende l'idea dei contrasti luce-ombra causati dai raggi del sole sulle chiome degli alberi e sul prato; la composizione è tagliata in alto per rendere di maggior impatto l'effetto prospettico e il senso di profondità, nonostante le ridotte dimensioni del dipinto.